# Liste der Flüsse in Argentinien
Dies ist eine Liste der Flüsse in Argentinien.

## Nach Länge
| Name                 | Länge (km) | Abfluss (m³/s) |
| Río Paraná           | 4.880      | 16.806         |
| Río Uruguay          | 1.838      | 5.026          |
| Río Negro            | 637        | 846            |
| Río Bermejo          | 1.000      | 339            |
| Río Pilcomayo        | 850        | 152            |
| Río Colorado         | 1.114      | 148            |
| Río Salado del Sur   | 700        | 88             |
| Río San Juan         | 500        | 56             |
| Río Mendoza          | 400        | 50             |
| Río Chubut           | 810        | 48             |
| Río Salado del Norte | 2.000      | 15             |
| Río Salado del Oeste | 1.200      | 14             |
| Río Deseado          | 615        | 5              |

## Nach Einzugsgebiet

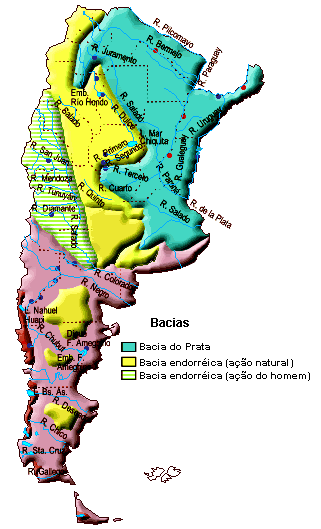
Die Einzugsgebiete Argentiniens

Diese Liste ist gruppiert nach Einzugsgebiet. Die Nebenflüsse sind unter dem Namen des Hauptflusses eingerückt. Die längsten Flüsse sind fett hervorgehoben.

### La-Plata-Becken
- Río de la Plata
  - Río Uruguay
    - Río Gualeguaychú
    - Río Mocoretá
    - Río Miriñay
    - Río Aguapey
    - Río Pepiri-Guazu

  - Río Paraná
    - Río Arrecifes
    - Río Gualeguay
    - Río Nogoyá
    - Arroyo del Medio
    - Río Saladillo
    - Río Ludueña
    - Río Carcarañá
      - Río Tercero (Río Calamuchita)
      - Río Chocancharava (Río Cuarto, Río Saladillo)

    - Río Salado del Norte (Río Salado, Río Juramento, Río Pasaje, Río Calchaquí)
      - Río Horcones
        - Río Urueña

      - Río Arenales
      - Río Rosario
      - Río Guasamayo

    - Río San Javier
    - Río Feliciano
    - Río Guayquiraró
    - Río Corriente
    - Río Paraná Miní
      - Río Tapenagá
      - Río Palometa

    - Río Santa Lucía
    - Río Negro
    - Río Guaycurú
    - Río Paraguay
      - Río de Oro
      - Río Bermejo (Río Teuco)
        - Bermejito
          - Río Dorado

        - Río Teuquito
        - Río Seco
        - Río San Francisco
          - Río Grande de Jujuy
          - Río Mojotoro (Río Lavayén)

        - Río Pescado
          - Río Iruya
            - Río Nazareno
            - Río San Isidro

        - Río Grande de Tarija
          - Río Itaú

        - Río Lipeo

      - Río Pilcomayo
        - Río Pilaya (Bolivien)
          - Río Grande de San Juan

    - Río Urugua-í
    - Iguaçu
      - Río San Antonio

  - Río Luján
    - Río Reconquista

  - Río Matanza-Riachuelo
  - Río Salado del Sur

### Atlantischer Ozean–Patagonien
- Río Quequén Grande
- Río Sauce Grande
- Río Naposta
- Río Sauce Chico
- Río Colorado
  - Río Salado del Oeste (Río Desaguadero, Río Bermejo, Río Vinchina) (erreicht den Río Colorado meist nicht)
    - Río Atuel
    - Río Diamante
    - Río Tunuyán
    - Río San Juan
      - Río Mendoza
        - Río Tupungato

      - Río Castaño Viejo
      - Río Calingasta
      - Río de los Patos
        - Río Blanco

    - Río Jáchal
      - Río Blanco

    - Río Huaco

  - Río Barrancas
  - Río Grande (Oberlauf des Río Colorado)
- Río Negro
  - Río Neuquén
    - Río Agrio

  - Río Limay
    - Río Collón Curá
      - Río Aluminé
      - Río Chimehuin

    - Río Traful
- Río Chubut
  - Chico
    - Río Senguerr
      - Río Mayo
        - Río Guenguel

  - Río Tecka
  - Chico
- Río Deseado
  - Río Pinturas
  - Río Fénix Grande
- Río Santa Cruz
  - Chico
    - Río Chalía (Río Shehuen)
    - Río Belgrano

  - La Río Leona
- Río Coig (Río Coyle)
  - Río Pelque
- Río Gallegos
  - Río Chico
- Río Grande
- Río Fuego

### EndorheischeBecken
- Río Carapari
  - Río Itiyuro
- Río Tartagal
- Río Salado (Río Colorado)
  - Río Belén
  - Río Abaucán
- Mar Chiquita (Córdoba)
  - Río Dulce
    - Río Saladillo
    - Río Salí

  - Río Suquía (Río Primero)
    - Río Cosquín

  - Río Segundo (Río Xanaes)
- Río Cruz del Eje
- Río Conlara
- Río Quinto (Río Popopis)
- Río Malargüe